# Jaera albifrons
Jaera albifrons é uma espécie de crustáceo descrita por Leach em 1814. Jaera albifrons fazem parte do gênero Jaera e da família Janiridae. A espécie é reprodutiva na Suécia. Além da forma nominal, há também a subespécie J. a. Albifrons.